# Ketogenní dieta

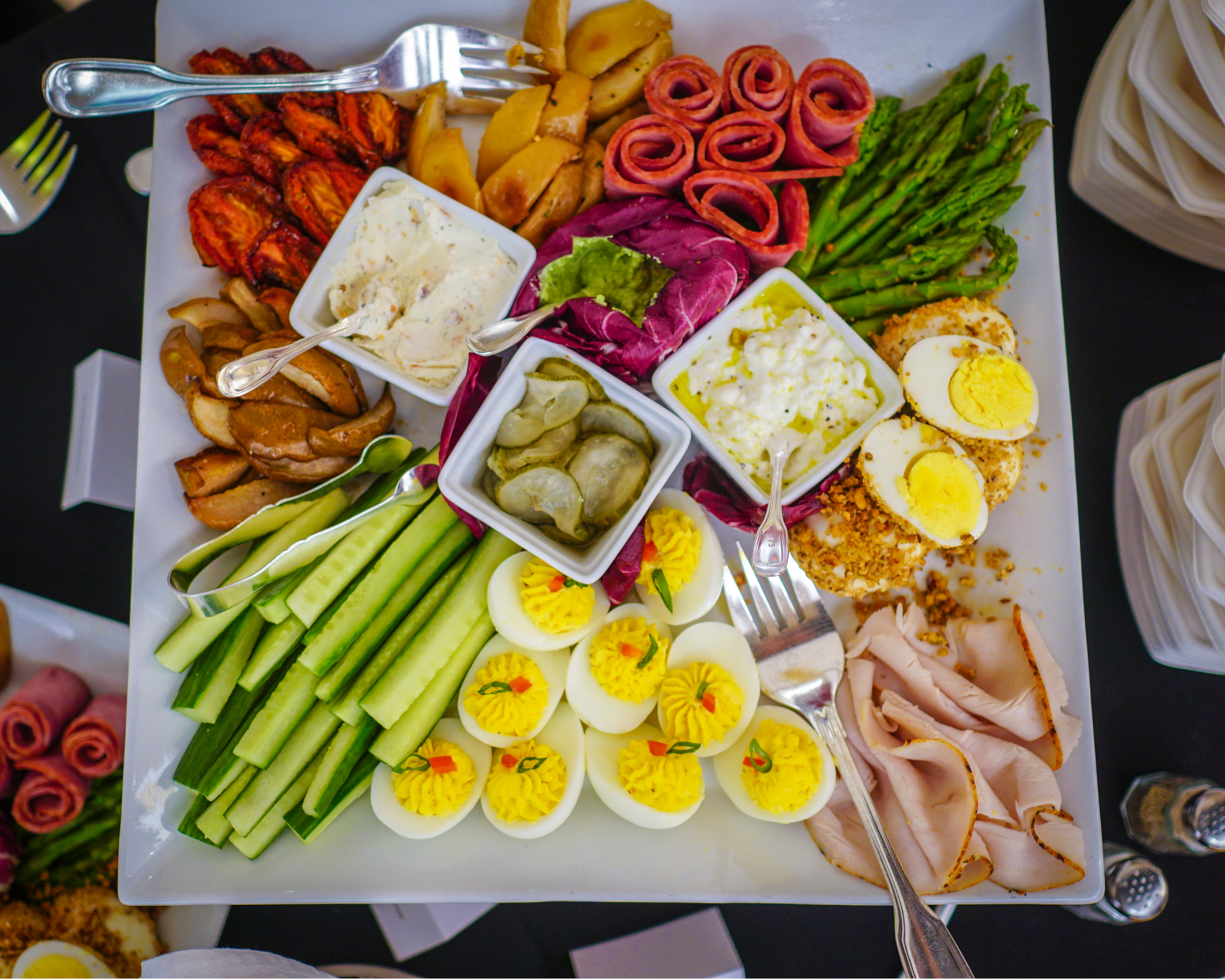
Strava při ketogenní dietě sestává především z tuků doplněných o zdroje bílkovin a složitých cukrů – zeleniny a masa.

Ketogenní dieta (zkráceně také keto dieta) je forma stravování, která velmi výrazně omezuje příjem cukrů (tzv. sacharidů nebo karbohydrátů) v jídelníčku, nahrazuje je bílkovinami (proteiny) a především zvýšeným příjmem tuků, které místo cukrů začnou sloužit jako primární zdroj energie pro tělo.
Na rozdíl od nízkosacharidových diet, kdy je příjem sacharidů snížen v řádu procent, je při keto dietě příjem sacharidů ještě mnohem nižší (pod 50 gramů denně, u klasické ketogenní diety asi 5–10 gramů cukrů denně, ca 5 % denního příjmu potravy).
Vyvinuta byla již ve 20. letech 19. století jako účinná forma léčby farmakorezistentní epilepsie hlavně u dětí (kdy tělo pacienta nevykazuje odezvu na léky) a tato léčebná metoda byla během 90. let 20. století znovu zpopularizována. Byť jde primárně o léčebný nástroj, během druhé poloviny 20. století se postupně spolu s podobnými typy diet (viz Atkinsonova dieta) dostala do širšího povědomí spíše jako forma rychlého hubnutí bez upírání si tuků. Největší popularity pak dosáhla v prvních dvou desetiletích 21. století. Odborníci ji ale nedoporučují k dlouhodobému hubnutí a varují před negativními dopady.

## Princip
Ketogenní dieta je založená na principu nahrazení jednoduchého cukru glukózy jako hlavního zdroje energie pro organismus za produkty rozkladu tuků – ketony. Při příjmu cukrů (sacharidů) pod 50 gramů denně tělo sníží vylučování inzulínu a začne spotřebovávat zásobní cukr glykogen. Tkáně pak v tomto stavu během zhruba 3 dní přecházejí k procesům glukoneogeneze a ketogeneze.
Pokud ani glukoneoneze v játrech nestačí pokrýt spotřebu těla a organismus nezískává další cukry z okolí, přejde tělo plně na získávání energie ketogenezí. Tento způsob výživy simuluje stav podobný hladovění a v těle navozuje stav ketózy. Při ketóze, jsou mastné kyseliny oxidovány v mitochondriální matrix jater za vzniku ketonů jako je acetoacetát (ACA), D(-)3-hydroxybutyrát (D-βHB, β-HB) a aceton. První dvě sloučeniny jsou pak využité v citrátovém cyklu (také Krebsův cyklus) k získání ATP, které slouží jako zdroj energie. (Množství ATP získaného z ketonů je navíc větší než ze stejného množství glukózy.) Zároveň s tím nízká hladina glukózy v krvi vede ke snížení sekrece inzulínu, což následně omezuje ukládání tuků a glukózy v těle.

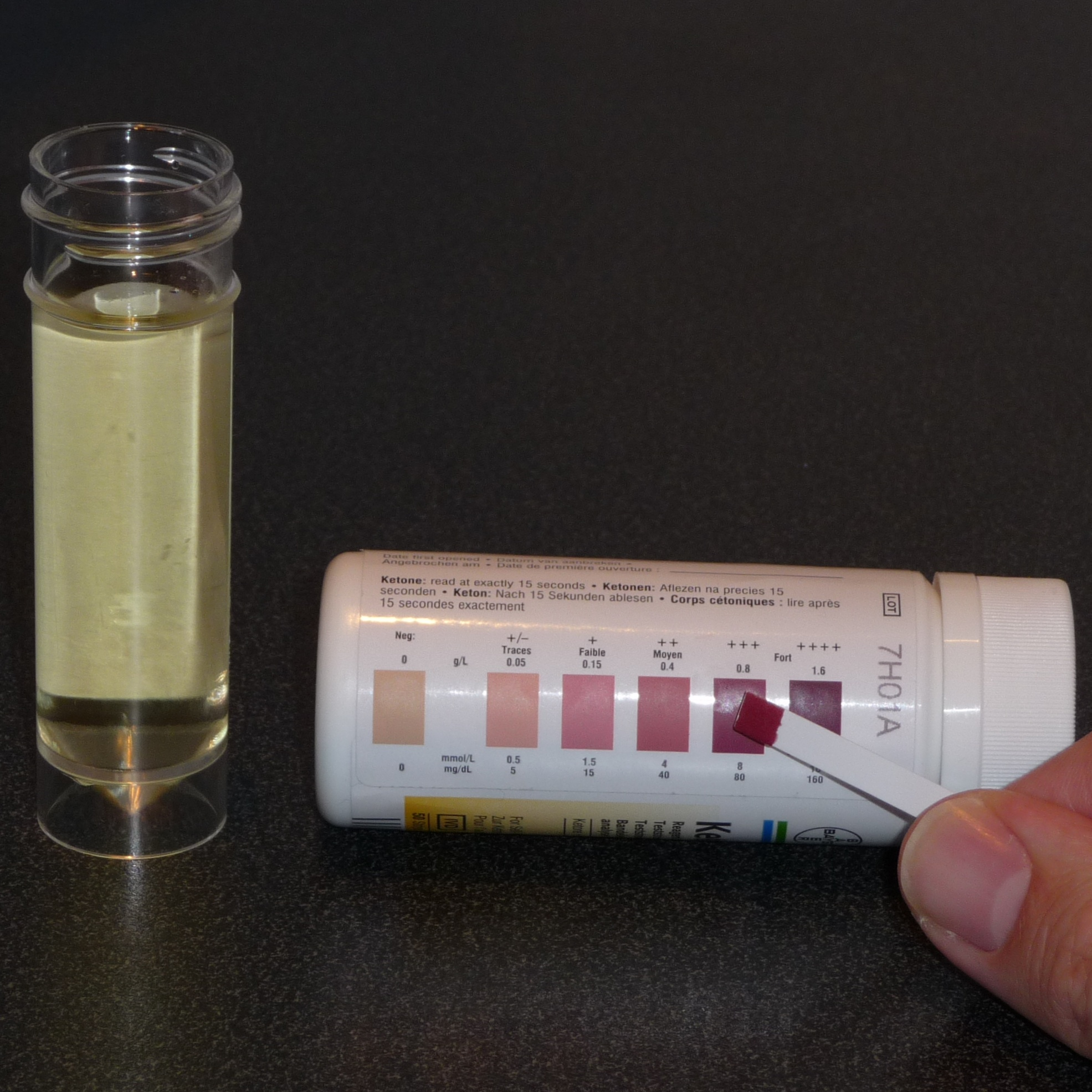
Způsob měření ketózy přes moč.

Zatímco při normálním metabolismu je hladina ketonů v těle je menší než 0,3 mmol/l a hladina glukózy naproti tomu okolo 4 mmol/l, při ketóze, kdy začne centrální nervová soustava využívat ketony jako zdroj energie, dosahuje jejich koncentrace okolo 4 mmol/l. Ke zjištění míry ketózy se používají indikační papírky sledující hodnoty acetoacetátu v moči. Zvýšená hladina acetonu v těle také vede ke specifickému sladkému zápachu dechu, neboť jde o velmi nestálou látku, která se uvolňuje výdechem přes plíce.

## Efekty a rizika diety
Studie potvrzují pozitivní vliv diety na různé choroby (primárně epilepsií) a její neuroprotektivní efekt, byť jeho princip není plně prozkoumaný. Zároveň ale varují před negativními vlivy a nedostatečnou prozkoumaností vlivu dlouhodobého udržování této diety. Ketogenní dieta by tak neměla sloužit jako prostředek k dlouhodobému hubnutí u jinak zdravých jedinců.

### Pozitivní vlivy
Ačkoli není dosud zcela znám konkrétní princip, jakým ketogenní dieta působí neuroprotektivně a brání vzniku epileptických záchvatů, na vině je zřejmě právě metabolická změna v mozku. Pacientů rezistentních na léky proti epilepsii je přitom až 25 %, přičemž epilepsie se obecně vyskytuje v dětské populaci v 1–3 % (v novorozeneckém věku až v 5 %). Ketogenní dieta tak představuje způsob ochrany před záchvaty a to už v kojeneckém věku. Kromě snížení frekvence záchvatů je u části pacientů možné dosáhnout i jejich úplné prevence a tento efekt u pacientů přetrvává dlouhodobě i po vysazení diety. Při jejím delším dodržování je ale doporučováno snížit procento tuků ve stravě.
Potvrzen je pozitivní vliv krátkodobého užití diety na pokles hmotnosti (vliv na zvýšení využití tuků uložených v těle, snížení chuti k jídlu vlivem efektivnějšího zasycení), snížení hladiny cholesterolu, redukce rizika vzniku kardiovaskulárních chorob a pomoc při léčbě diabetu II. typu. LDL cholesterol ale zvyšuje.
Studie také poukazují na její možné využití při léčbě rakoviny díky tomu, že nádory v těle nejsou schopné natolik efektivně využívat právě ketony jako zdroj energie. Jelikož má tento typ metabolismu neuroprotektivní účinky, studie naznačují i jeho možný pozitivní efekt při léčbě Alzheimerovy a Parkinsonovy choroby a amyotrofické laterální sklerózy.

### Rizika
Odborníci z několika amerických lékařských asociací i nutriční specialisté varují před dlouhodobým udržováním keto nebo Atkinsonovy diety s cílem zhubnout (vzhledem k vyloučení některých zdravých jídel z jídelníčku, stresu pro tělesné orgány a jo-jo efektu po zpětném přechodu na nevyvážený jídelníček s vyšším podílem cukrů) a doporučují za účelem hubnutí volit raději dlouhodobou konzumaci vyvážené stravy zahrnující i cukry.
Ačkoli je dieta efektivní při léčbě farmakorezistentní epilepsie u dětí, je udržování tohoto typu jídelníčku náročné a dieta není vhodná pro všechny pacienty. Pokud je vhodně sestavená a kontrolovaná, nemá závažné vedlejší účinky. Při této dietě dochází k relativně malé produkci ketonů, která je považována za relativně bezpečnou (tzv. nutriční ketóza). V případě, že tělo produkuje ketonů velké množství, dochází ale k ovlivnění pH krve a ke vzniku ketoacidózy, což je život ohrožující stav.

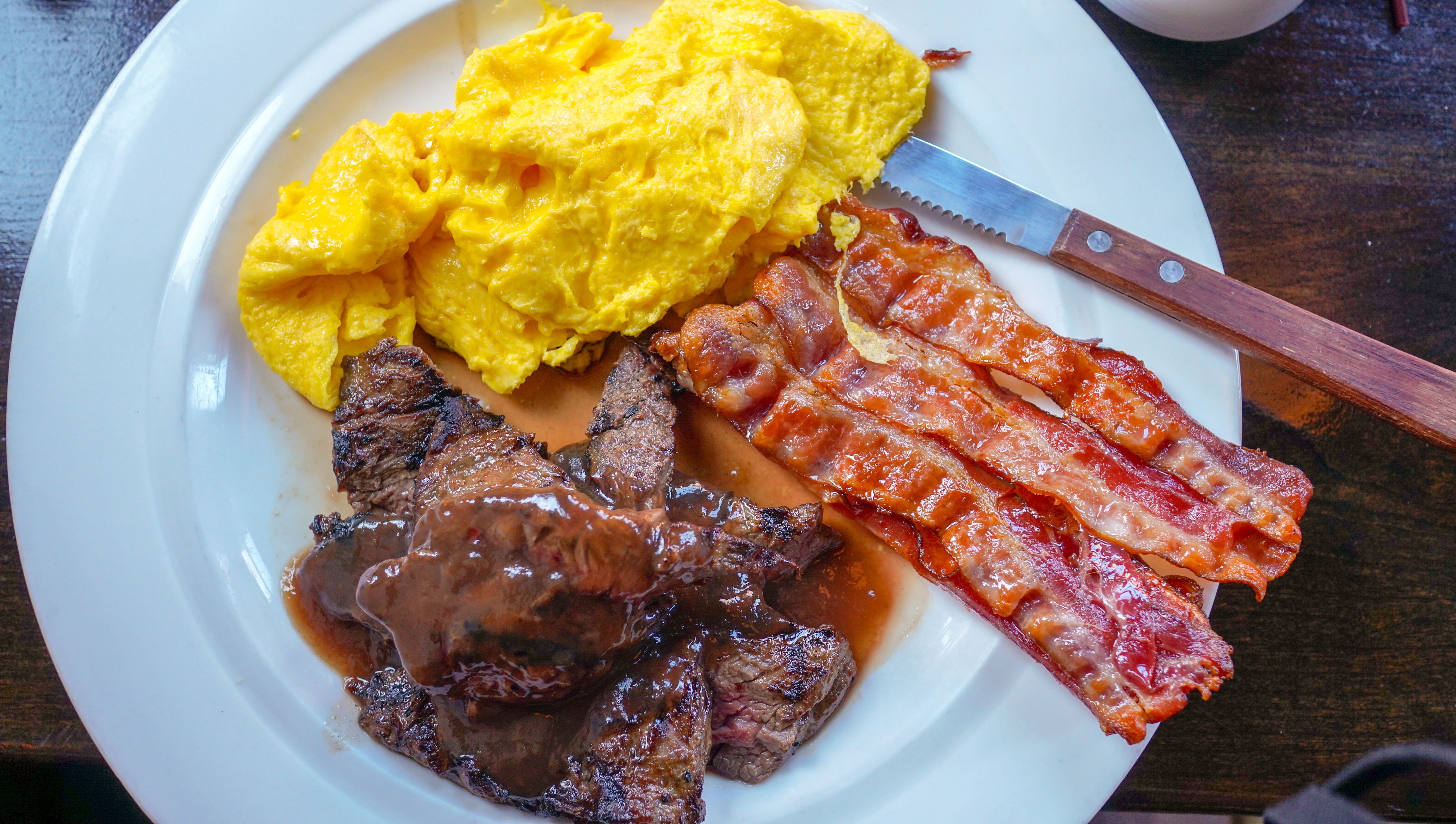
Nevyvážená ketodieta – jídlo je zdrojem pouze bílkovin a tuků, chybí komplexní cukry (např. vláknina) ve formě zeleniny. Ty usnadňují vylučování a jejich nedostatek může vést k obtížím jako zácpa.

Hlavně v prvních dnech a týdnech diety se mohou dostavovat typické negativní vedlejší efekty související s nízkým příjmem cukrů jako nevolnost, zvracení, bolest hlavy, únava a zácpa, které obvykle samy odezní do několika týdnů. Mezi komplikace spojené s dlouhodobým držením diety patří ledvinové kameny, ztučnění jater, poruchy růstu a nedostatek některých vitamínů a minerálů. (Viz velmi nízký podíl sacharidů při této dietě vyžaduje například i omezení příjmu zdravých potravin jako ovoce.) U některých pacientů se tyto komplikace ale mohou objevit už v řádu týdnů po nástupu diety. Ledvinovými kameny při této dietě pak může trpět zhruba 7 % dětských pacientů.
Zatímco krátkodobý efekt této diety (zhruba v délce 2 let dodržování) je dobře prozkoumaný a stav ketózy není v tomto případě nebezpečný, studie varují před nedostatečně probádanými efekty při dlouhodobém dodržování této diety a možnými negativními vedlejšími vlivy na zdraví souvisejícími s poměrem základních živin při této dietě. Zvýšený příjem tuků (zvlášť pokud jde z velké části o nasycené mastné kyseliny) a nedostatek komplexních cukrů u těchto typů diet ve stravě může vést naopak ke zvýšení hladiny cholesterolu a v dlouhodobém měřítku přispívat i k závažným komplikacím jako rakovině trávicího traktu, poškození ledvin, osteoporóze (celkově zvýšení křehkosti kostí) a zvýšené zátěži na kardiovaskulární systém.

## Historie
Již roku 1911 se objevuje studie popisují pozitivní vliv hladovění na projevy epilepsie. Samotná ketogenní dieta byla navržena až později jako způsob náhrady hladovění za déle udržitelný způsob stravování se stejnými účinky. Za autora diety i rozšíření jejího názvu je považován Russel Wilder z Kliniky Mayo (Minnesota, USA), který ji poprvé využil k léčbě epilepsie v roce 1921. Další odborníci tuto praxi následovali ať už přímo využíváním krátkodobé hladovky nebo ketogenní diety. Popularita diety ale klesla s vyvinutím účinných antiepileptik koncem 30. let 20. století, metoda se však stala součástí naprosté většiny lékařských učebnic vydaných mezi lety 1940 a 1980.
Už zpočátku byl ale výzkum této problematiky roztříštěný, závislý na práci malého množství odborníků a neměl dostatečnou kontinuitu. Pokles popularity diety vedl i k výuce menšího počtu trénovaných nutričních specialistů pro tuto dietu a následně nevhodnému způsobu její aplikace, který pak vedl i k neúspěchu léčby.

Rozdíl podílu hlavním živin (bílkovin, tuků a cukrů) v různých typech diet. Shora: běžná dieta v USA, Atkinsonova dieta (počáteční fáze), klasická ketogenní dieta a tzv. MCT ketogenní dieta (se sníženým množstvím tuků). Barvy v grafu: žlutá – cukry, červená – proteiny, modrá – tuk.

V 60. letech 20. století byla dieta znovuobjevena při výzkumu metabolické aktivity mozku při hladovění a ustanovena byla tzv. klasická ketogenní dieta. V roce 1972 pak vydal kardiolog Robert C. Atkins knihu Dr Atkins' New Diet Revolution, která seznamuje čtenáře s tzv. Atkinsonovou dietou, která je ketogenní dietě podobná poměrem přijímaných živin, tedy vysokým podílem tuků a bílkovin ve stravě na úkor cukrů.
Největšího rozmachu se ale ketogenní dieta dočkala až po několika desetiletích od svého vzniku, když ji v roce 1993 objevili rodiče tehdy 11měsíčního Charlieho Abrahamse, který tehdy trpěl až několika epileptickými záchvaty denně. Za využití ketogenní diety u něj záchvaty ustaly i bez využití léčiv už během měsíce a po pěti letech u něj byla i samotná ketogenní dieta ukončena. Rodina založila v roce 1994 organizaci The Charlie Foundation for Ketogenic Therapies, která informuje pacienty o této dietě a jejích možnostech. V roce 1994 byl Charlieho příběh odvysílán na televizní stanici NBC v pořadu Dateline, organizace také vydala knihu The Epilepsy Diet Treatment: The Introduction to the Ketogenic Diet. Charlieho otec filmový producent Jim Abrahams natočil v roce 1997 i film na motivy příběhu jejich rodiny s názvem First Do No Harm (v české verzi jako Především nikomu neublížím), ve kterém si zahrála i Merryl Streep.
Charlieho příběh dietu natolik zpopularizoval, že došlo k raketovému nárůstu odborných studií zaměřených na tuto problematiku. S dalším klinickým výzkumem pak narostla popularita ketogenní diety v 90. letech 20. století. Přesto byla podle výzkumu názorů evropských a amerických lékařů z roku 2008 tato dieta přes svou zřejmou efektivitu využívána při léčbě dětské epilepsie spíš jako poslední možnost.
V roce 2002 byly pak také zveřejněny výsledky klinických testů Atkinsonovy diety (sám autor svou dietu odbornou studií nepodpořil a odmítal výzkum provést). Potvrzen byl její pozitivní vliv na snížení hmotnosti pacientů. Popularita hlavně druhého vydání knihy tak zvýšila zájem o alternativní způsob hubnutí, který neomezuje tuky, jak bylo v té době v módě. Během druhé poloviny 20. století se také objevily další typy podobných k hubnutí určených diet jako paleo, středomořská nebo South Beach dieta.
Od roku 2003 se začala modifikovaná verze Atkinsonovy diety (MAD) používat při léčbě epilepsie u dětí i dospělých. Metoda byla sestavena v Nemocnici Johna Hopkinse s cílem umožnit léčbu pacientů, kteří klasickou ketogenní dietu odmítali. Celá dekáda dalšího výzkumu pak zjistila, že účinnost této diety je podobná jako u ketogenní diety, ale modifikovaná Atkinsonova dieta je pacienty lépe tolerovaná a je jednodušší na přípravu jídel a sestavení jídelníčku (obsahuje více bílkovin, striktně neomezuje kalorický příjem atd.).
Ketogenní dieta byla pak na přelomu tisíciletí zpropagována především jako forma rychlého a efektivního hubnutí ať už díky celebritám, sociálním sítím nebo dokumentům. V roce 2020 se stala podle dat společnosti Google nejvyhledávanější dietou na internetu v USA.

## Typy diety a jejich dodržování
Existuje několik typů terapeutické ketogenní diety podle specifického podílu makronutrientů (základních živin) v jídelníčku. Mezi hlavní typy diety patří:
- klasická ketogenní dieta: velký podíl tuků vůči bílkovinám (4:1, tedy 4 gramy tuku na 1 gram bílkovin), zahrnuje 6% podíl bílkovin a podíl cukrů pouhých 4–5 %
- MCT (medium-chain triglyceride) ketogenní dieta: podíl cukrů roste na 17 %, podíl bílkovin je ale dále nízký (ca 10 %)
- MAD (tzv. modifikovaná Atkinsonova dieta): kdy je podíl cukrů ca 5 % (dovoluje ale jejich denní příjem o něco vyšší, 10–20 gramů) a bílkovin již okolo 30 %, což zvyšuje její tolerabilitu pacienty
- LGIT (low glycaemic index treatment) nebo HPKD (high-protein keto diet): kombinují zhruba 60 % tuků na 30 % bílkovin, přijímané cukry pak musí mít nízký glykemický index, aby nezvedaly prudce hladiny glukózy v krvi po požití

Kromě těchto typů se jsou ještě známé varianty TKD (targeted keto diet, cukry jsou konzumovány ale jen před nebo po aktivním pohybu, cvičení) a CKD (cyclical keto diet, dochází ke střídání dní s vysokým a nízkým příjmem cukrů). Při započetí těchto typů diety je nutné brát v potaz, zda jde o primárně zdravotní opatření nebo pouze snahu zhubnout a na základě toho zhodnotit význam možných negativních dopadů.

### Zavedení u pacientů

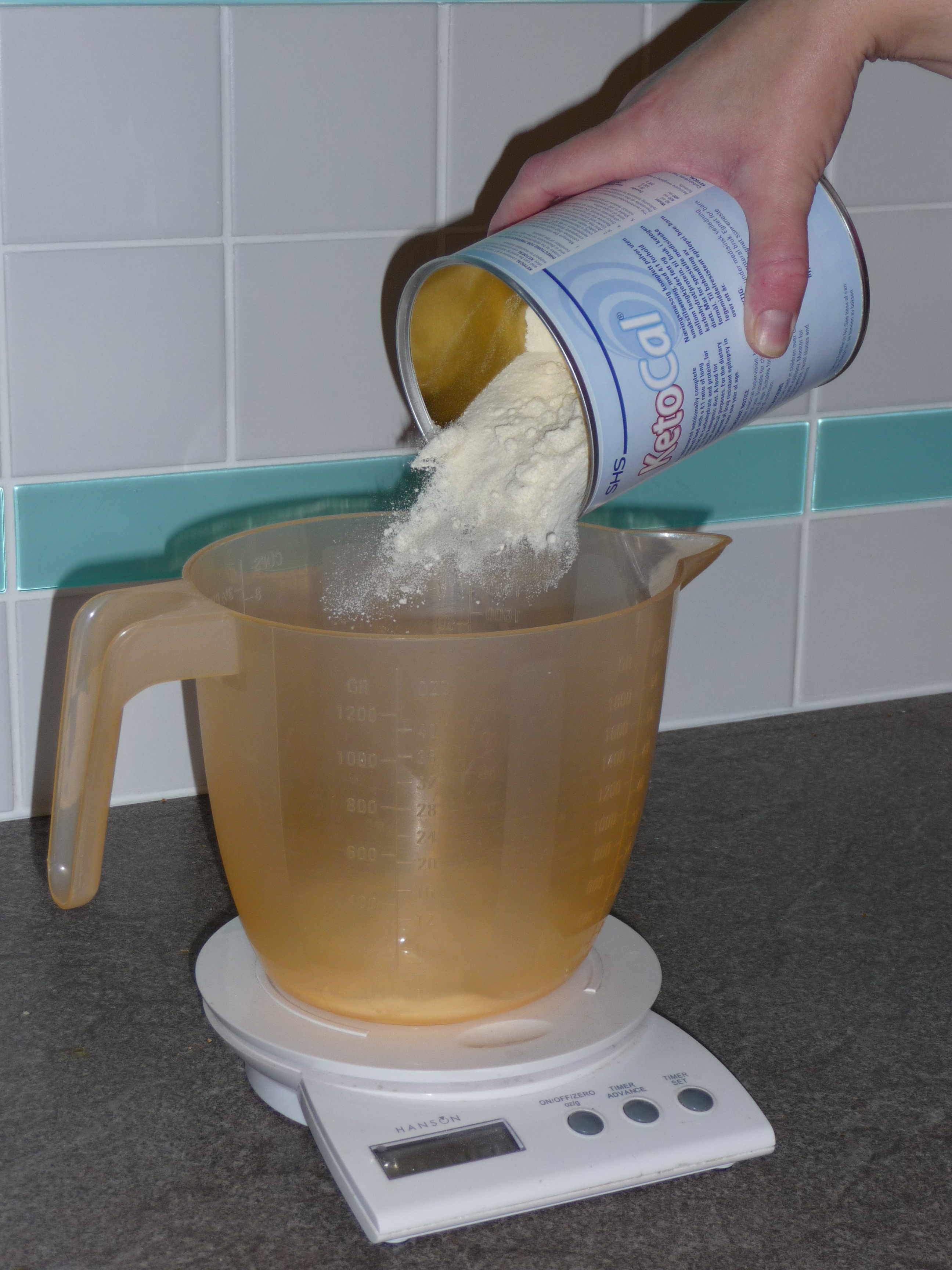
Odměřování preparátu KetoCal užívaného při ketogenní dietě.

Zavedení ketogenní diety u dětských pacientů je zahajováno hospitalizací – dítě je vyšetřeno (zhodnoceny jsou jeho nutriční nároky a růstová fáze) a spolu s rodinou seznámeno s plánem diety a jejím dodržováním. Během několika dní je pak dieta postupně zaváděna do jídelníčku. Obvykle se iniciuje přechodem na tekutý preparát s přesným žádoucím poměrem tuků vůči zbytku hlavních živin 4:1 (např. KetoCal). V počáteční fázi jsou tak jídla podávána ve formě kaší nebo hustých nápojů a poté se přechází na běžnou stravu. Preparáty jsou pak dlouhodobě užívány jen u pacientů, kteří nemohou přijímat tuhou stravu (tedy i u novorozenců a kojenců). Denní kalorický příjem by měl odpovídat ca 85–95 % denní potřeby pacienta.
Z jídla jsou vyloučeny zdroje velkého množství cukrů jako obilniny (rýže, kukuřice) a produkty z nich (pečivo, těstoviny) ale také škrobnatá zelenina (brambory, sladké brambory, řepa). Povolené potraviny se pak kategorizují (jako maso, ryby, zelenina, mléčné výrobky a zdroje tuku, kde je nutná vhodná kombinace rostlinných a živočišných tuků) a samotná jídla se sestavují vybráním potraviny z každé kategorie, určením jejich vhodné váhy na porci a analyzováním obsažených živin, které by měly dohromady pokrývat nutriční potřeby pacienta. Typicky je podíl základních živin v jídelníčku pacienta 4:1, tedy 4 gramy tuku na 1 gram bílkovin/cukrů. Jelikož je organizace takového typu stravy pro rodiče náročná, odborníci se jim snaží poskytnout jídelníčky a také odborně navržené aplikace nebo počítačové programy, které s výpočty vhodných kombinací jídel pomáhají (například KetoCalculator).  

### Jídelníček při ketogenní dietě
Dle druhu ketogenní diety klesá nebo roste hlavně podíl bílkovin v jídle, přičemž bílkoviny jsou jak rostlinného původu (luštěniny) tak živočišného (vejce, maso včetně mořských plodů, mléčné výrobky). Vždy jsou ale jídla chudá na cukry kromě těch komplexních jako je vláknina. Zelenina s nízkým podílem škrobu tak tvoří typickou přílohu ketogenních jídel, včetně například využití špagetové dýně nebo květáku jako náhrady obilnin a jejich produktů. Při dietě je podstatné dodržovat správný poměr makroživin, jíst dostatek bílkovin, omezit sacharidy a zvýšit příjem zdravých tuků. Bílkoviny by měly tvořit přibližně 20-25% celkového energetického příjmu, sacharidy 5-10% a 70-75% měly tvořit tuky.
Příjem tuků by měl být opřený z větší části o ty nasycené – neměl by být založený výhradně na živočišných tucích, ale využíván by měly být rostlinné oleje (olivový atd.). V ketogenní dietě se tak objevují často i ořechy a semena, která zároveň mohou fungovat jako náhražka některých potravin s vysokým obsahem sacharidů (např. nahrazení pšeničné mouky mandlovou nebo ovesné kaše kaší z lněného semínka).
Mezi další potraviny doporučované při keto dietě patří vzhledem k jejich nutričním hodnotám brokolice, zelí, kapusta, špenát, cuketa, chřest, avokádo, hovězí a drůbeží maso, losos, různé druhy sýrů, tvarohy a smetana, ale i kokosové mléko, z ovoce pak bobulovité plody (borůvky, ostružiny, jahody) včetně rajčat.
 

Viz níže ukázky jídel zahrnujících složky typické pro ketogenní dietu:

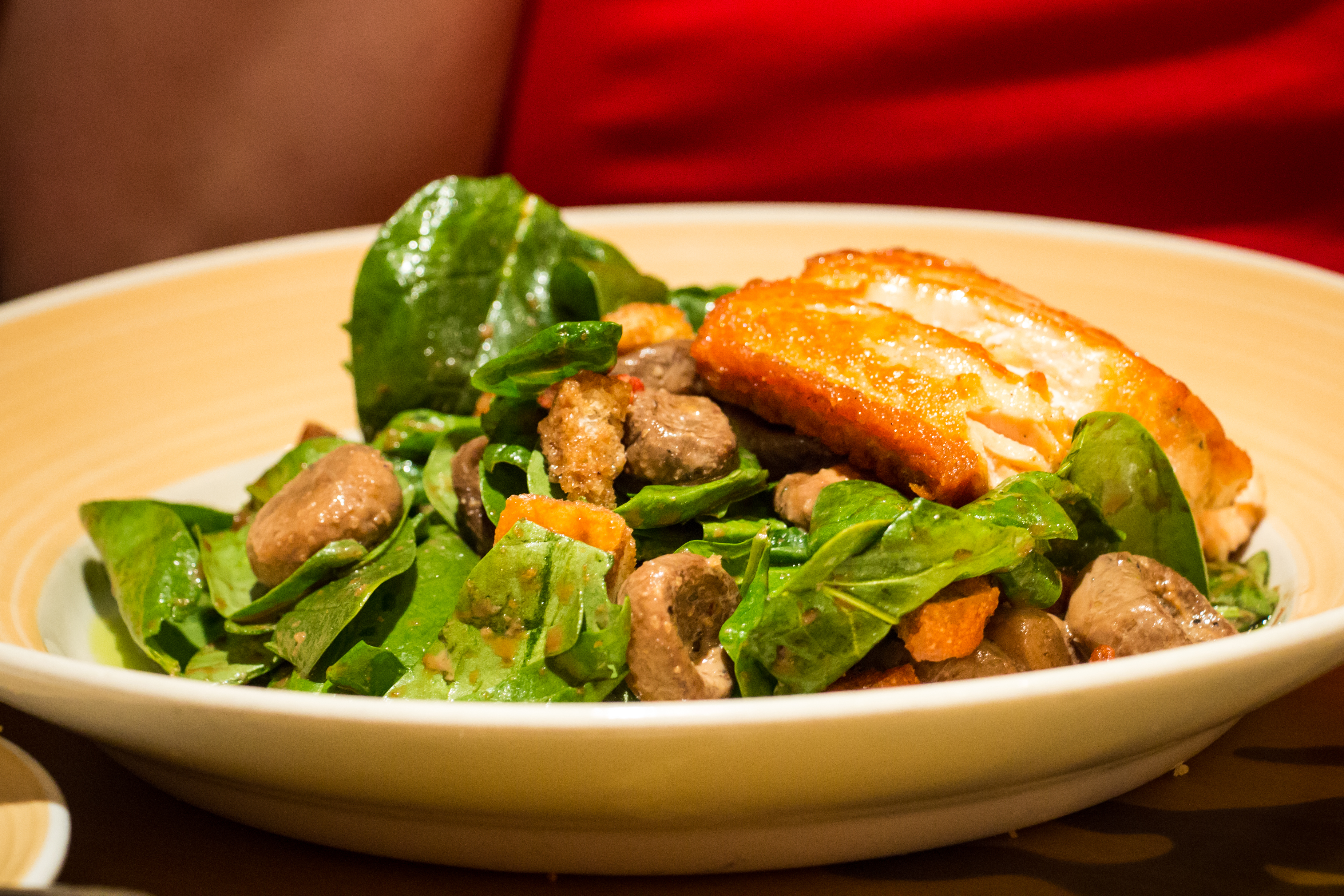
Losos se špenátem
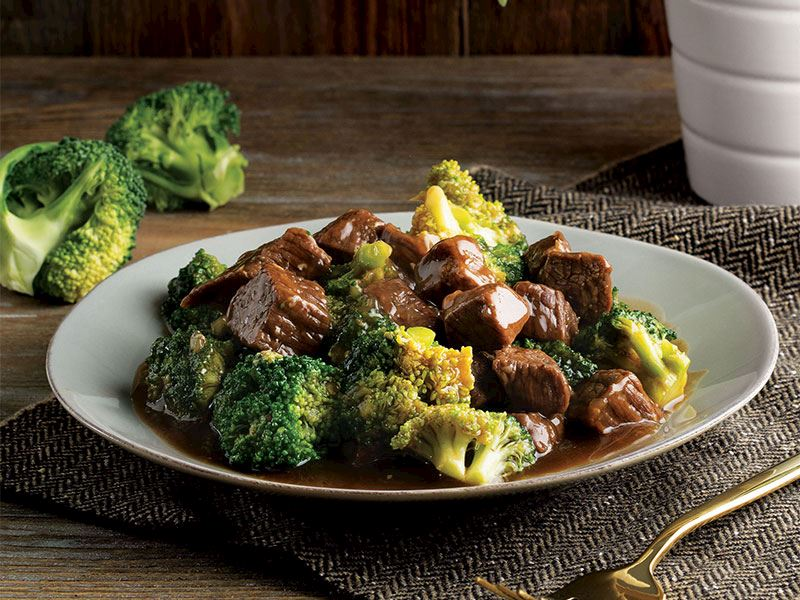
Hovězí maso s brokolicí
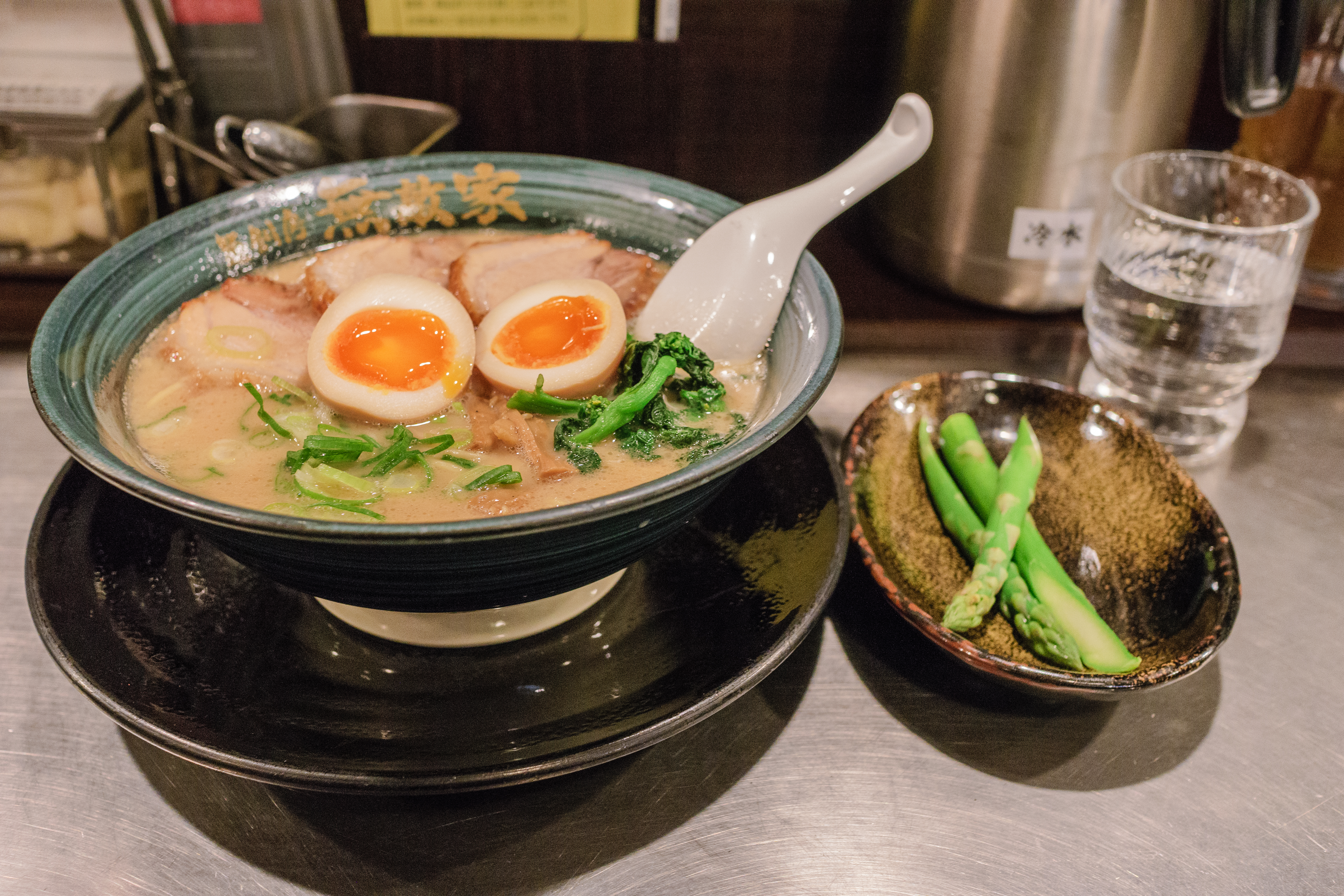
Vývar s masem, zeleninou a vejcem
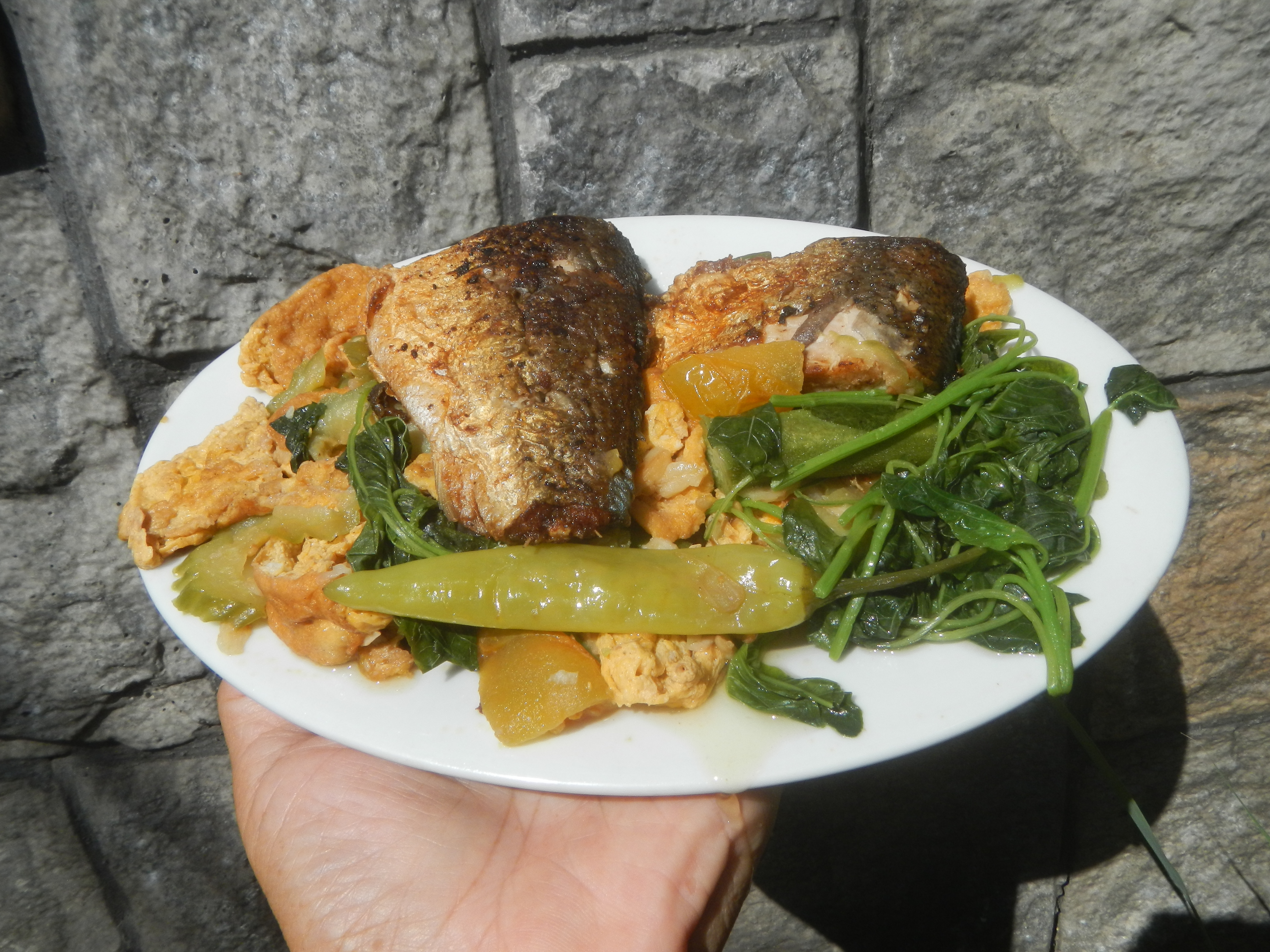
Smažená ryba s míchanými vejci, fazolemi a špenátem
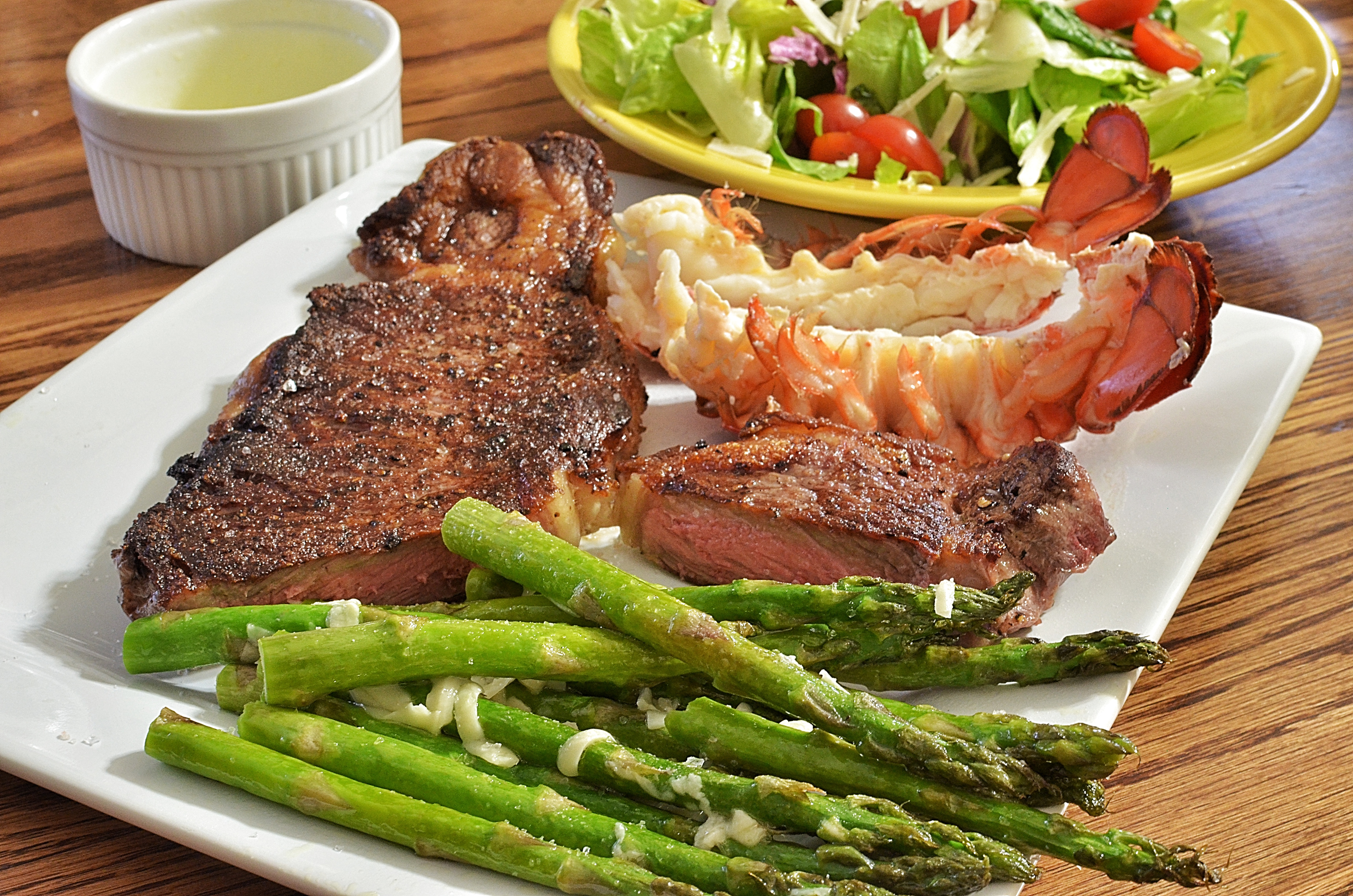
Humr, steak a chřest
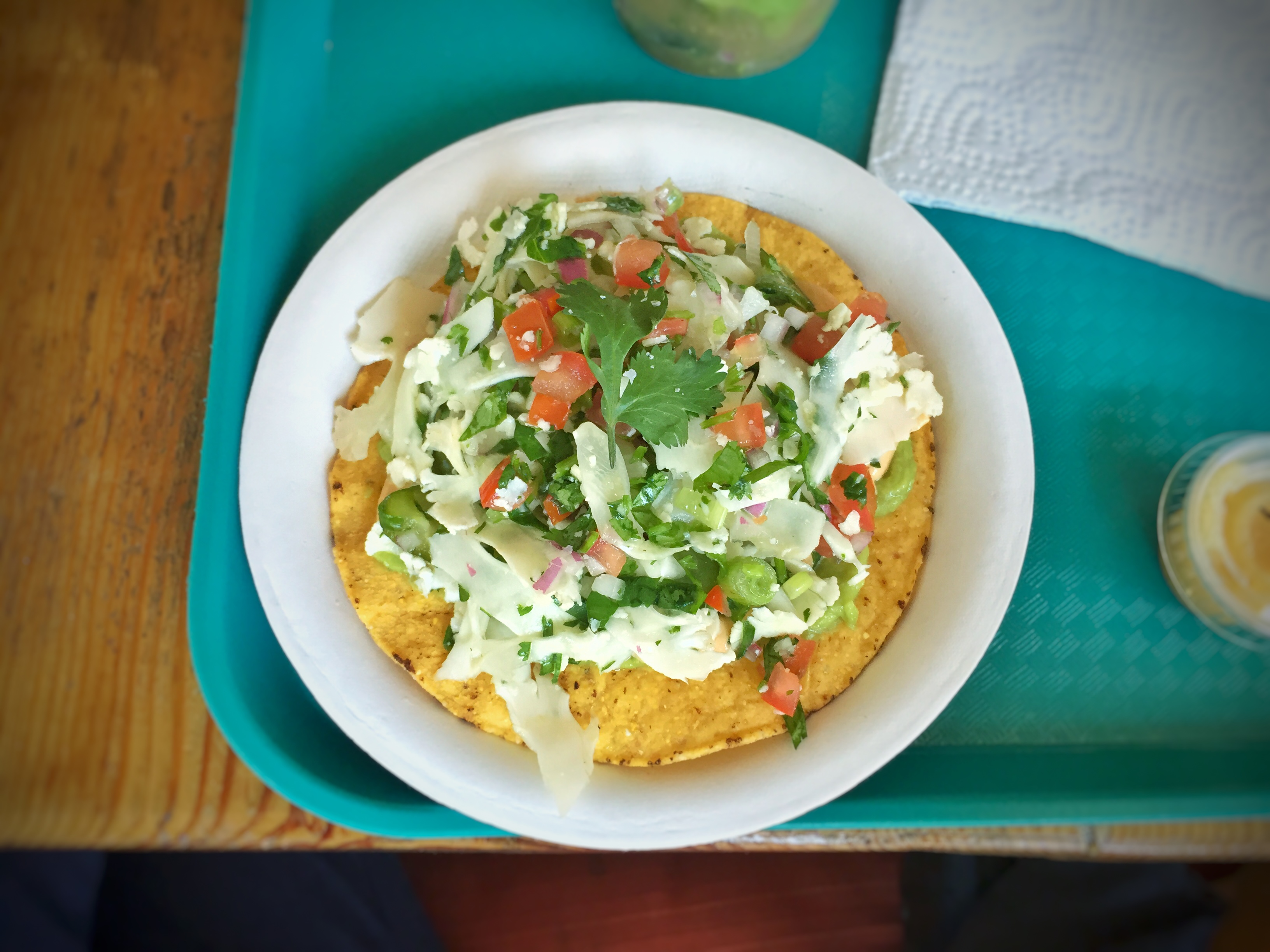
Květáková tostada s avokádem a salsou z kešu ořechů
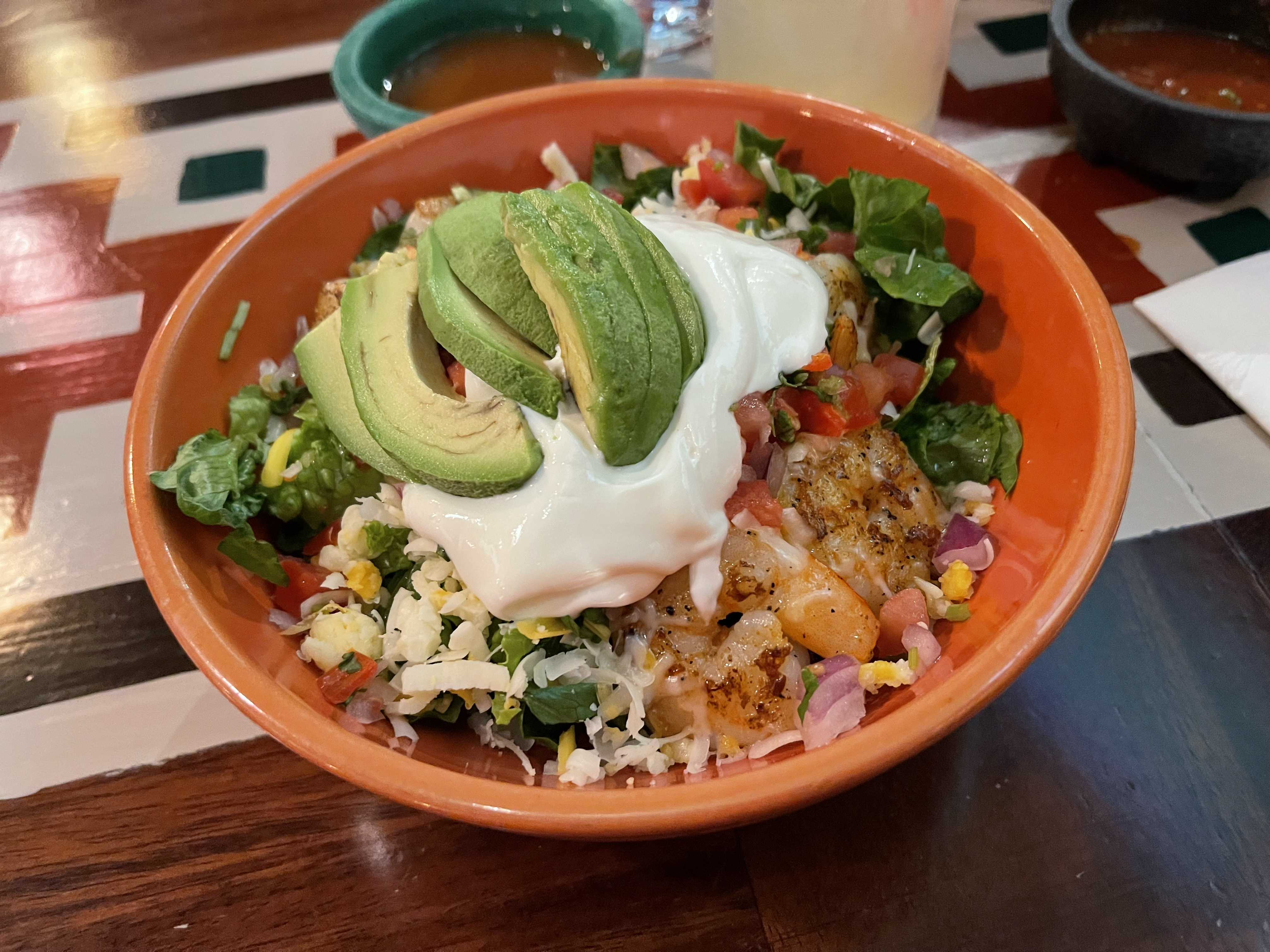
Mísa s krevetami, zakysanou smetanou a avokádem
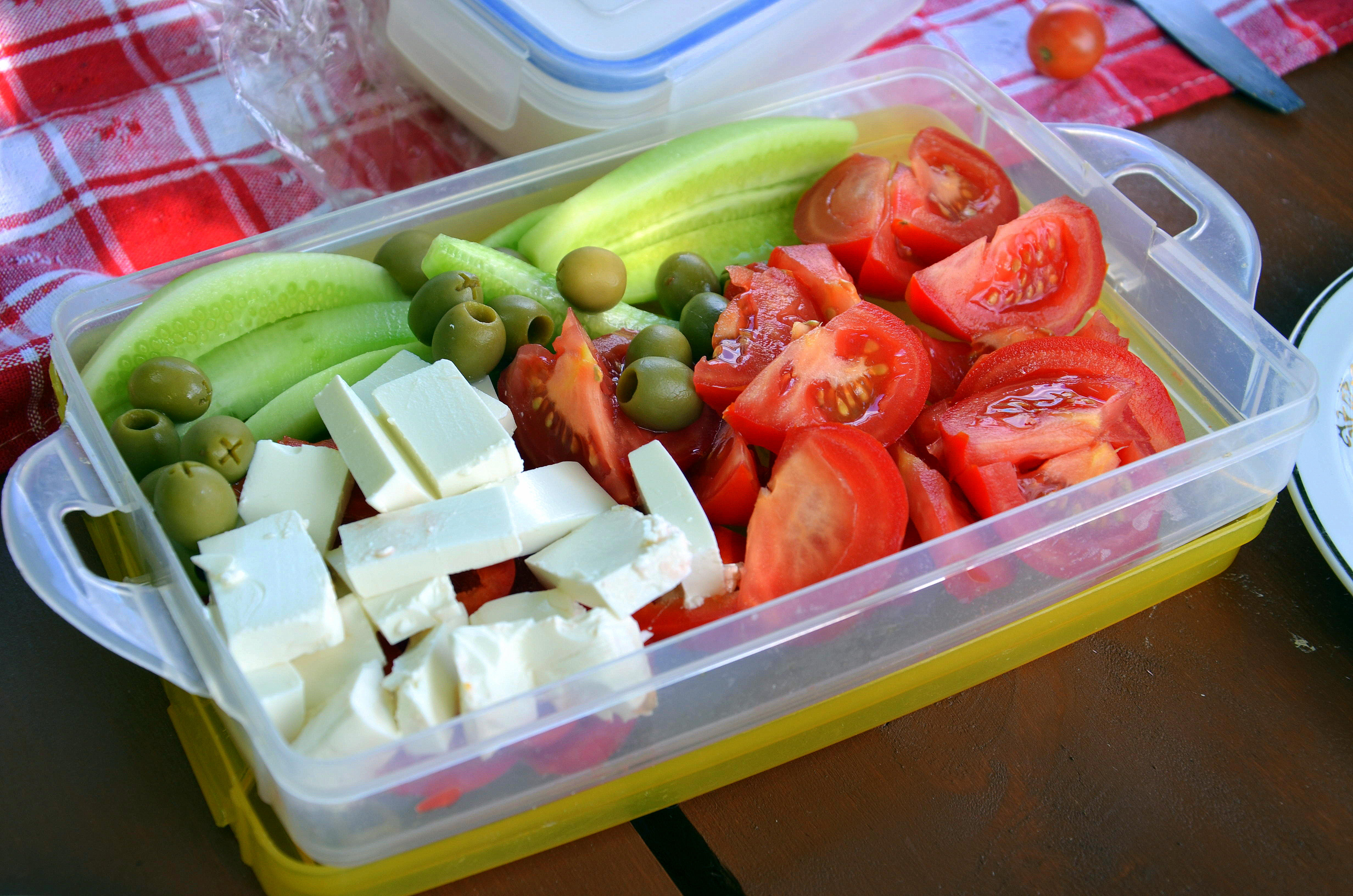
Feta sýr s olivami a zeleninou
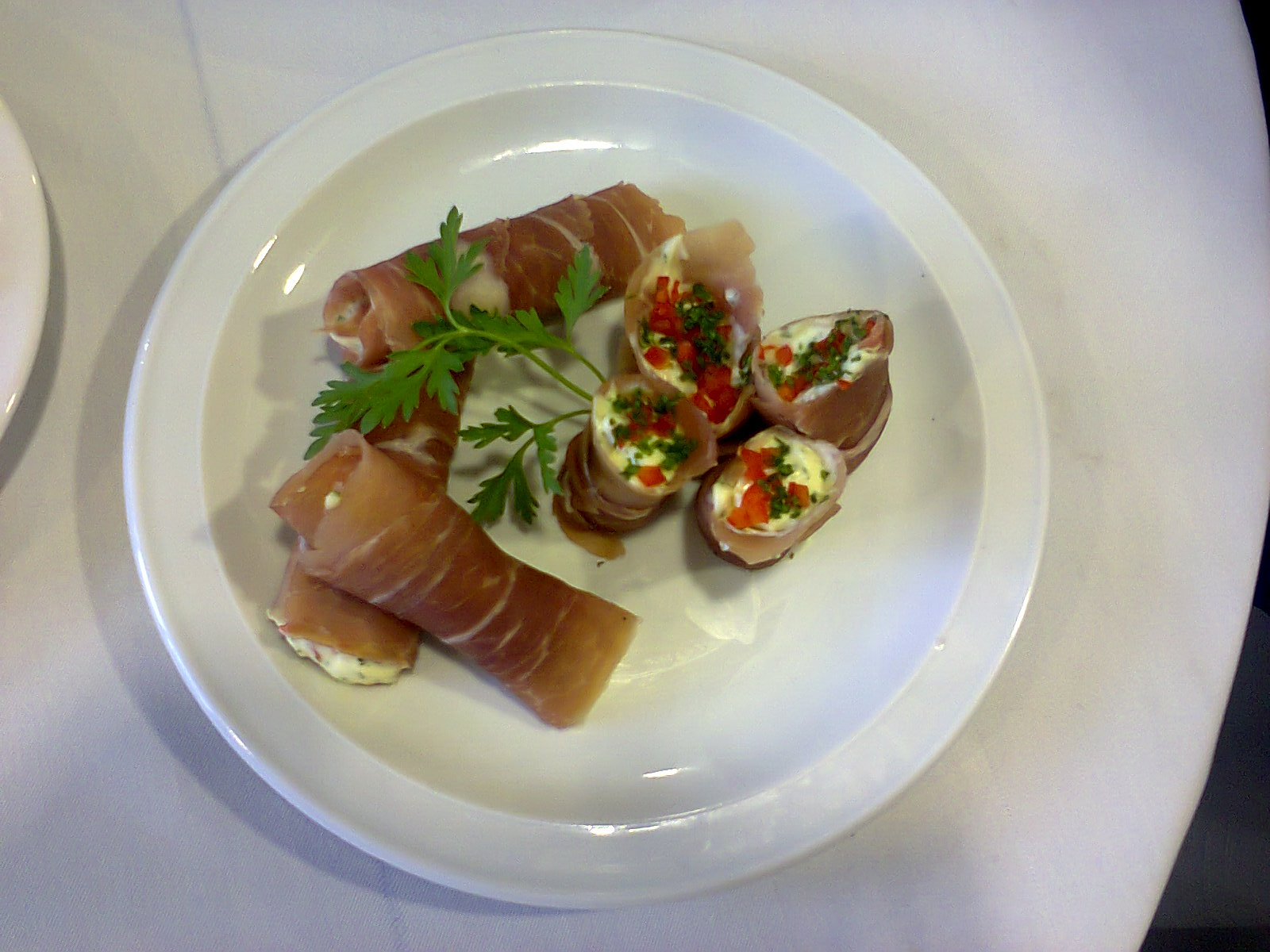
Šunkové rolky se sýrem a koriandrem
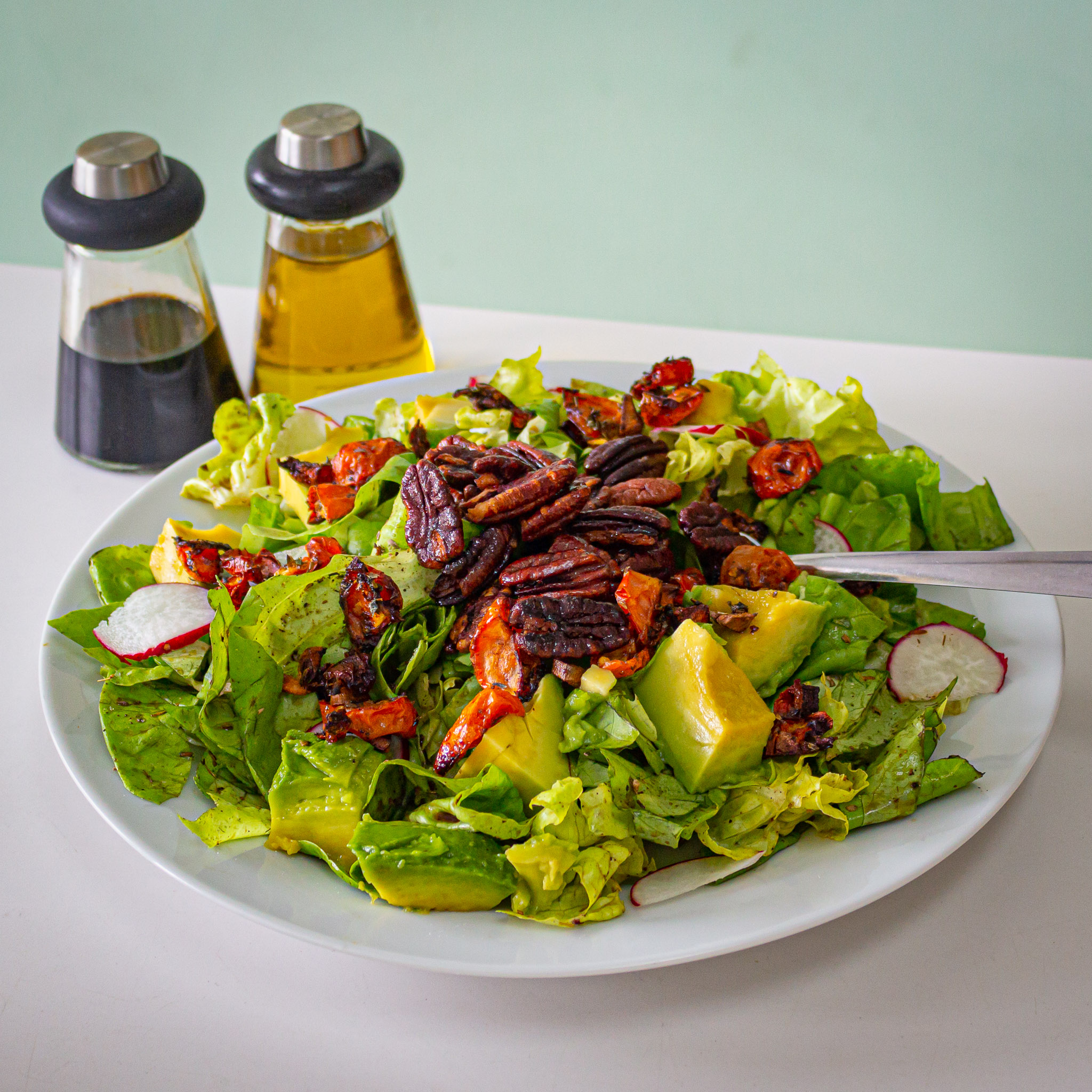
Salát s avokádem a pekanovými ořechy
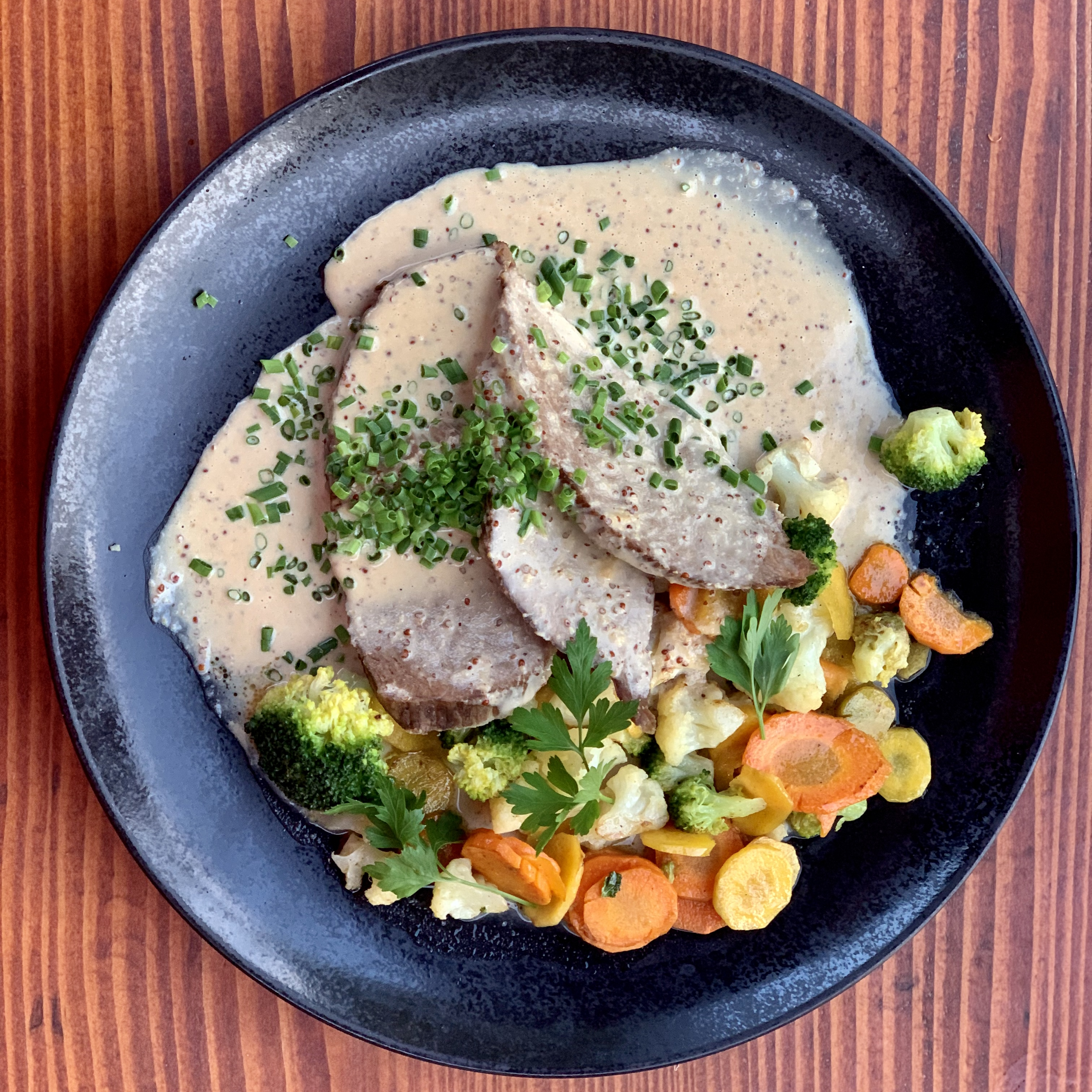
Hovězí maso s dušenou zeleninou
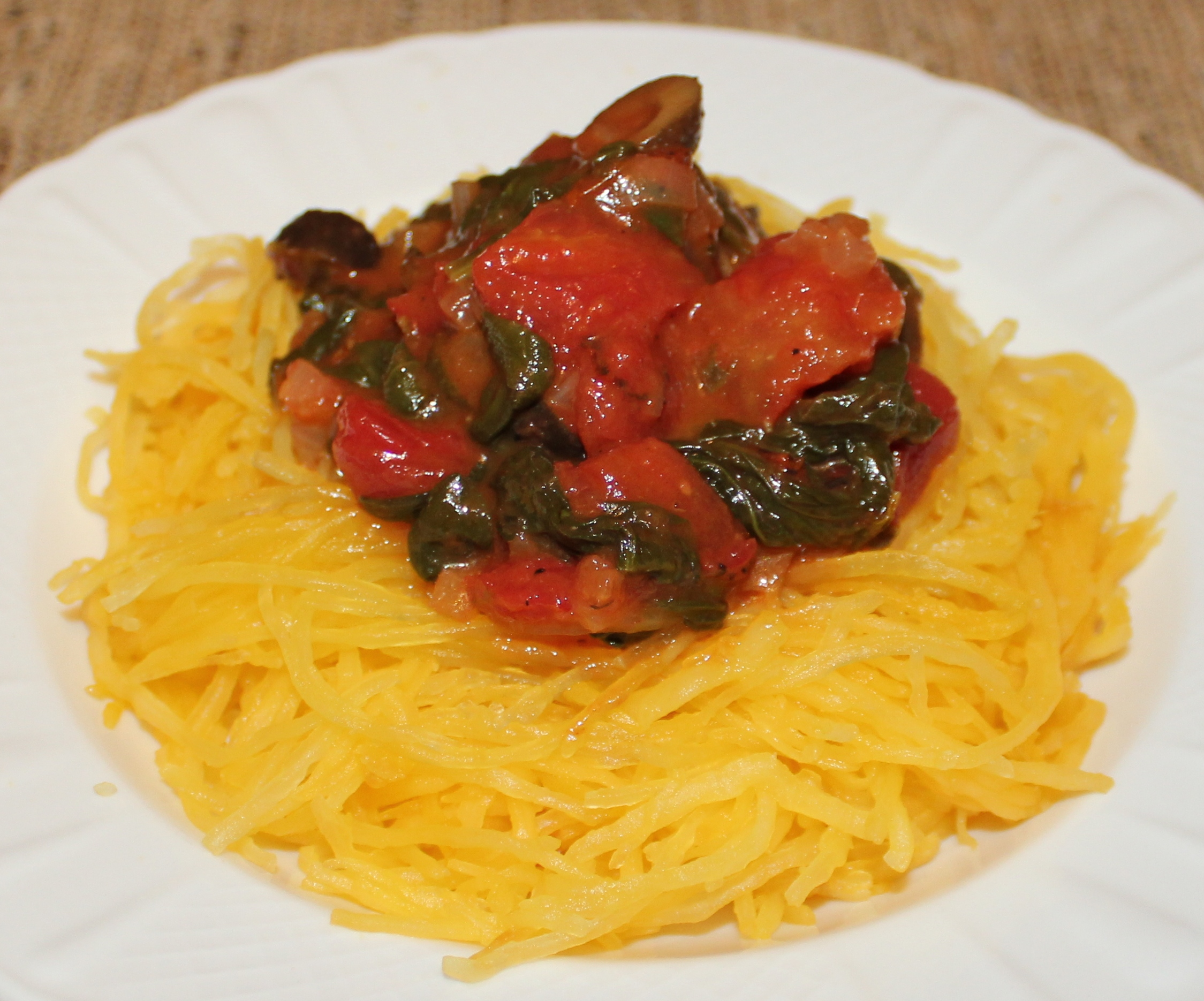
Špagetová dýně s omáčkou z rajčat, oliv a špenátu